# Зграда Црвеног крста у Нишу
Зграда Црвеног крста налази се у Обреновићевој улици у Нишу.Саграђена је је 1921.године у духу еклектицизма.

## Опис и архитектура
Кућа је на спрат, у чијем приземљу је продајни простор. На спрату је била смештена прва организација Црвеног крста која је започела са радом у периоду после рата. Зграда је након завршетка Другог светског рата поклоњена нишкој организацији Црвеног крста, од стране Саве Костића. 
Сава је са Пером Анђелковићем апотекаром, и трговцем Николом Јовановићем обновио рад ове месне организације у Ниш, чиме је она постала прва обновљена организација Црвеног Крста у Србији након Првог светског рата.
Фасада је симетрична, са централним балконом од кованог гвожђа изнад које су фигуре дечака и девојчице у седећем положају са флоралним декорима и монограмом зграде.